# Рокер, Рокси
Рокси Рокер (англ. Roxie Albertha Roker; 28 августа 1929, Майами, Флорида, США – 2 декабря 1995, Лос-Анджелес, Калифорния, США) — американская актриса, наиболее известная по роли Хелен Уиллис (англ. Helen Willis) в ситкоме «Джефферсоны» на канале CBS (1975–1985). Мать музыканта Ленни Кравитца.

## Биография
Родилась 28 августа 1929 года в Майами, штат Флорида, в семье выходцев с Багамских островов: мать — Bessie Mitchell, отец —  Albert Roker. Выросла в Нью-Йоркском Бруклине.
Свою артистическую карьеру Рокер начала в театральной компании Negro Ensemble Company, став впоследствии успешной актрисой. Получила премию Obie в 1974 году и была номинирована на премию «Тони». Затем в 1970-х годах она была репортером на WNEW-TV (ныне WNYW) в Нью-Йорке. В течение 1970-х — 1990-х годов Рокси Рокер появлялась в главных ролях на многих телевизионных шоу США, включая Stone in the River, Punky Brewster, Hangin' with Mr. Cooper, A Different World, Murder She Wrote, The Love Boat 227 и Beat the Clock. Также она сыграла небольшие роли в телевизионном мини-сериале Roots  и в фильме Claudine.
Рокер окончила Говардский университет, где была членом драмкружка Alpha Kappa Alpha. Она вышла замуж за телевизионного продюсера Сая Кравица, с которым состояла в браке с 1962 по 1985 год и у них родился сын — певец и актёр Ленни Кравиц.
Умерла 2 декабря 1995 года в Лос-Анджелесе, штат Калифорния, от рака груди. Похоронена на кладбище Southern Memorial Park в Майами.